# Kriegerdenkmal Barnstädt (Weltkriege)

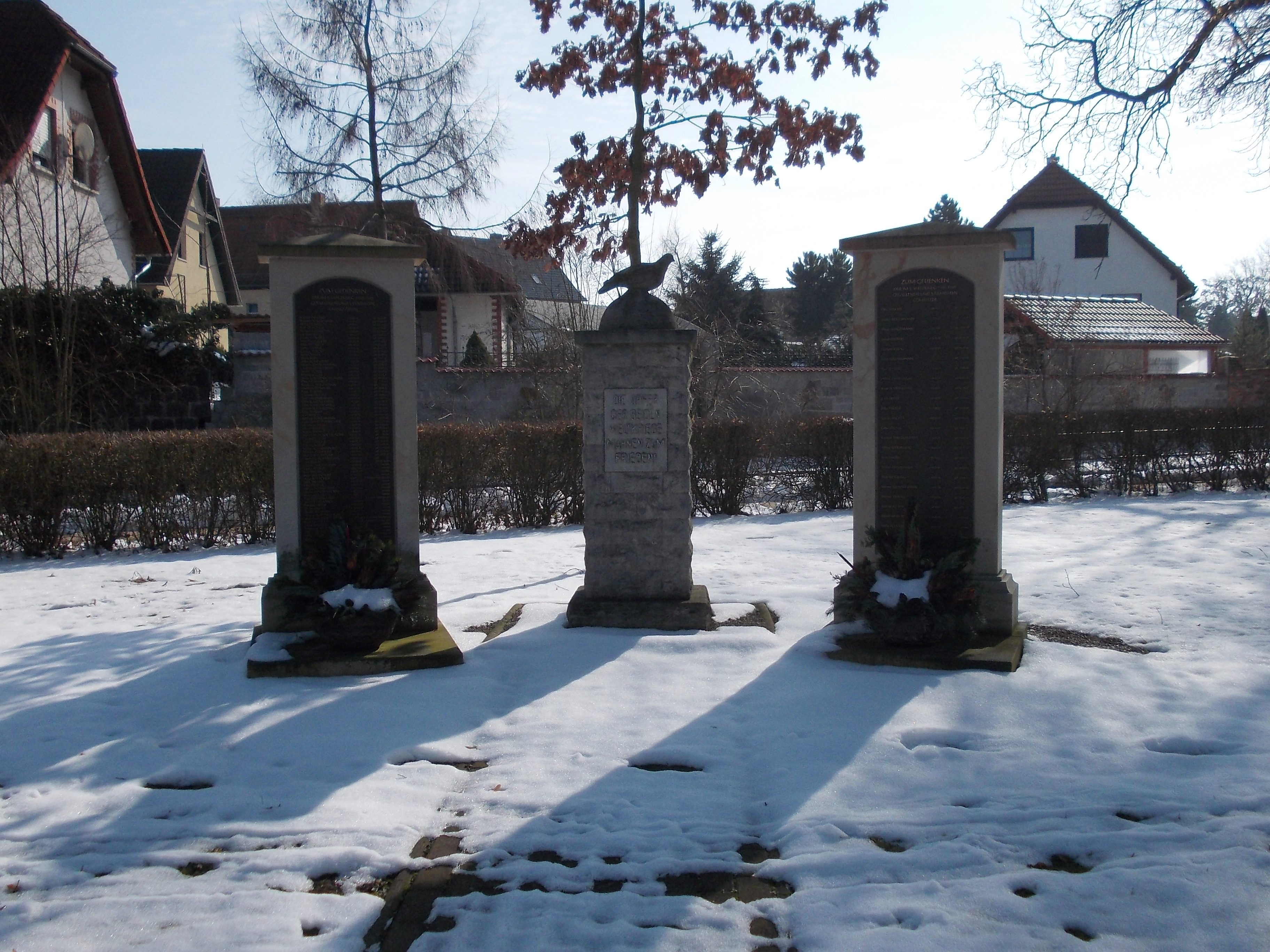
Kriegerdenkmal der beiden Weltkriege in Barnstädt

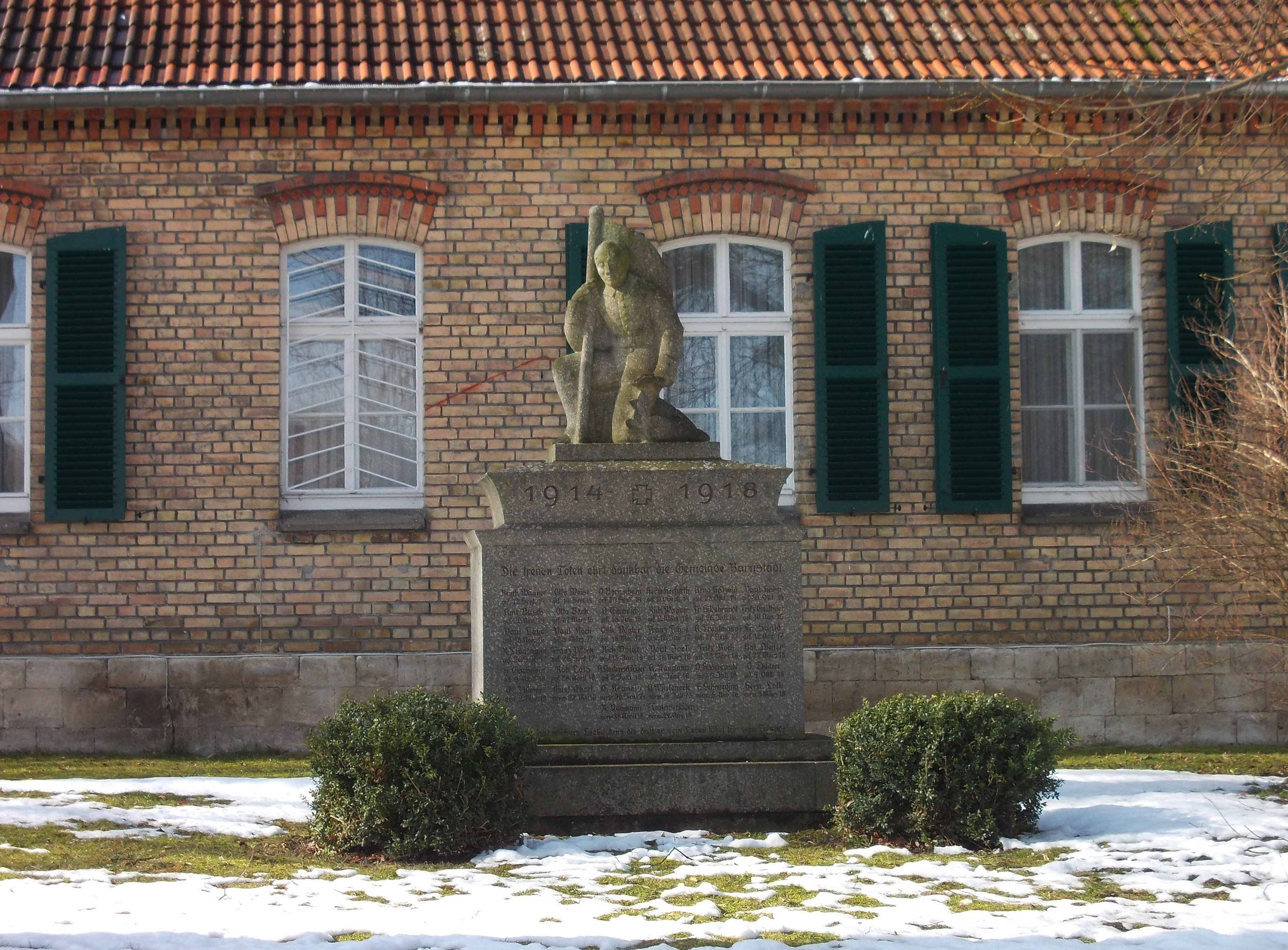
Kriegerdenkmal für die Gefallenen des Ersten Weltkrieges

Das Kriegerdenkmal Barnstädt ist ein denkmalgeschütztes Kriegerdenkmal in der Gemeinde Barnstädt in Sachsen-Anhalt. Im örtlichen Denkmalverzeichnis ist das Kriegerdenkmal unter der Erfassungsnummer 094 16905 als Baudenkmal verzeichnet.
In der Gemeinde Barnstädt befinden sich zwei Kriegerdenkmäler, eines für die Gefallenen des Deutsch-Französischen Kriegs bei der Kirche St. Wenzel und eines für die Gefallenen des Ersten Weltkriegs und des Zweiten Weltkriegs am Friedensplatz. Wobei das zweit genannte unter Denkmalschutz steht. Das Kriegerdenkmal ist ein gemeinsames Denkmal der Orte Barnstädt und Göhritz und besteht aus drei Stelen. Die mittlere Stele wird von einer Taube auf einer Kugel gekrönt und trägt die Inschrift Die Opfer der beiden Weltkriege mahnen zum Frieden!. Die rechte Stele wurde für die im Krieg und in den Internierungslagern zu Tode gekommenen 25 Soldaten von Göhritz und die linke Stele für die 71 Soldaten von Barnstädt errichtet.